# Toma de Menorca (1708)
La toma de Menorca ocurrió entre el 14 y el 21 de septiembre de 1708 y fue llevada a cabo por un conjunto de fuerzas aliadas anglo-neerlandesas apoyadas por el archiduque Carlos de Austria, quien reclamaba para sí el trono de España en el conflicto de la Guerra de Sucesión Española. Los británicos ocuparon la isla, que finalmente anexionaron a sus posesiones mediante el Tratado de Utrecht de 1713.

## Antecedentes
Desde 1702 existía una dura contienda sobre quién debía ocupar el trono de España, con británicos y neerlandeses apoyando al candidato austriaco, mientras que Francia y sus aliados se ponían al lado del pretendiente francés.
En 1704 la flota anglo-neerlandesa había capturado Gibraltar y derrotado a una flota española en la Batalla de Málaga. Las fuerzas aliadas también habían desembarcado en Cataluña y tomado la ciudad de Barcelona en 1705. Los catalanes apoyaban a los Austrias y muchos de ellos se habían unido a los ejércitos aliados.
En realidad, para los británicos, el tema de la sucesión al trono español no fue más que una excusa para poder apoderarse de Menorca, ya que el puerto de su capital, Mahón, estaba considerado como el mejor puerto natural del Mediterráneo Occidental y era codiciado por ellos desde hacía tiempo para usarlo como base naval desde la que poder controlar el tráfico marítimo.

## Desembarco

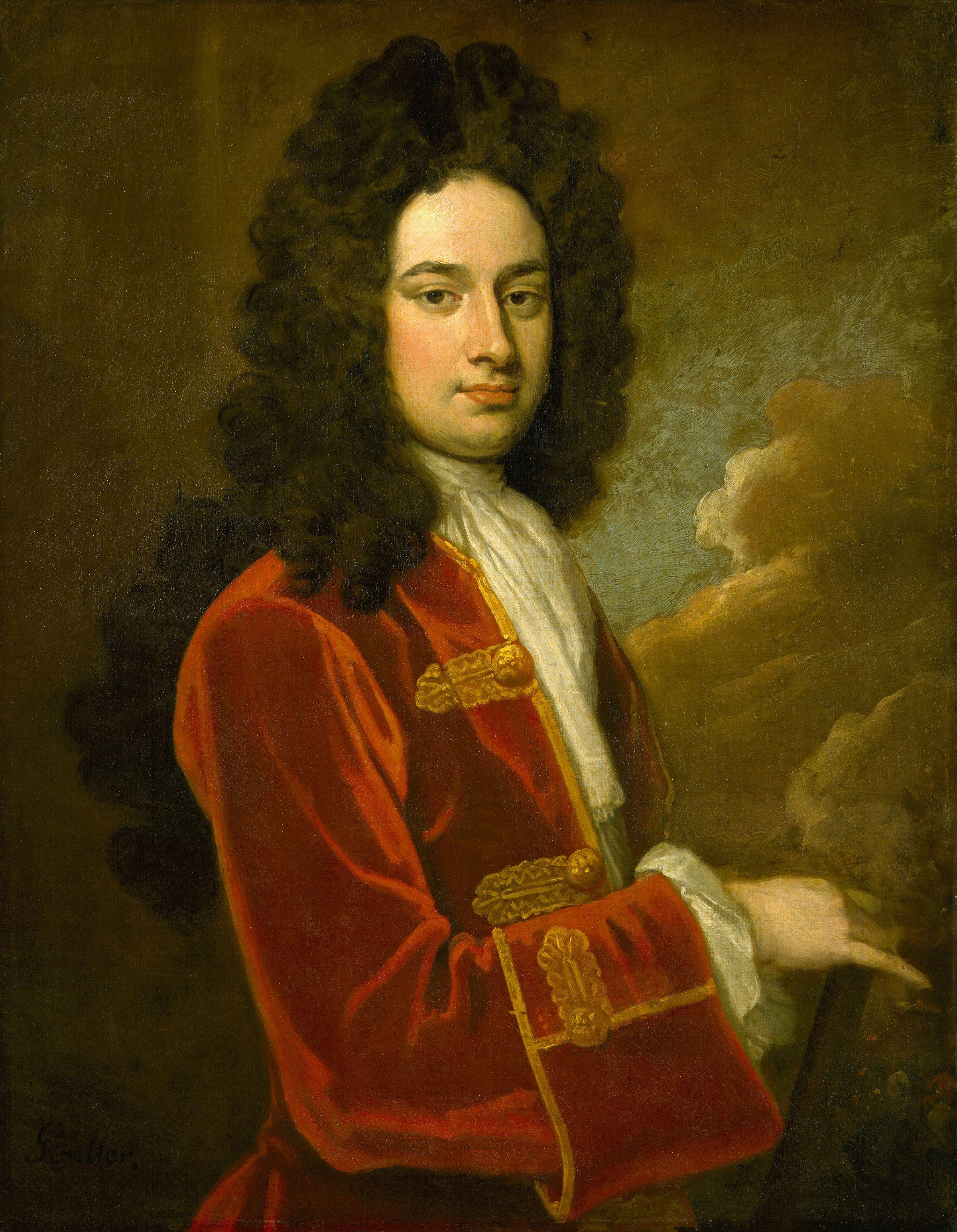
James Stanhope

El 14 de septiembre de 1708 una fuerza naval anglo-neerlandesa bajo las órdenes del general James Stanhope desembarcó en el Sur de la isla, en las calas de Alcalfar y Molí, e inmediatamente levantaron asedio a la ciudad de Mahón. Mientras, por el Norte, Sir Edward Whitaker con su buque insignia HMS Northumberland y junto a Sir John Leake, bombardearon y ocuparon el Castillo de San Antonio en Fornells.
Los habitantes de la isla, la mayoría aragoneses austracistas, acogieron a británicos y neerlandeses como liberadores, colaborando con ellos. Una semana más tarde, la escuadra hispano-francesa sitiada se rindió.

## Consecuencias
Los británicos ocuparon la isla y se hicieron con su pleno control, anexionándola oficialmente a sus dominios por el Tratado de Utrech. Menorca se convirtió así en una base naval de enorme importancia dentro de la arquitectura de seguridad británica en el mar Mediterráneo.
Tras cambiar de manos en varias ocasiones a lo largo de los años, los británicos fueron dueños hasta 1802 de la isla, que por el Tratado de Amiens fue definitivamente devuelta a España.